# Urban Ažbe
Urban Ažbe, slovenski rimskokatoliški duhovnik in teolog, * 21. maj 1751, Javorje, † 17. december 1827, Ljubljana.

## Življenje in delo
Študiral je bogoslovje na univerzi v Innsbrucku, kjer je tudi doktoriral. Med njegovim študijem je bil razpuščen jezuitski red. V duhovnika je bil posvečen leta 1775. Služboval je pet let v briksenški škofiji na Tirolskem. Nato se je vrnil v domovino in služboval v Velesovem, Škofji Loki (vikar). Leta 1792 je postal župnik v Begunjah, leta 1796 pa v Mošnjah, tu je ostal do leta 1819. Njegovo službovanje so zaznamovali vojni dogodki in francoska okupacija. 
Leta 1800 je sezidal pri podružnici sv. Vida na Brezjah kapelo posvečeno Mariji. Zato se Urban Ažbe šteje za zgraditelja Marijinega svetišča na Brezjah. Leta 1819 je postal stolni kanonik v Ljubljani, tu je bil tudi ravnatelj bogoslovja in dekan ljubljanske dekanije.